# Dartmuthia
Dartmuthia é um gênero extinto primitivo de peixes sem mandíbula que viveu no Siluriano, onde atualmente é a Estônia.
Até agora, apenas foi encontrada uma criatura com cabeça de escudo (um traço típico dos Osteostraci).  Curiosamente a boca está posicionada na parte inferior da cabeça do Dartmuthia, presumindo-se que possa ter residido no fundo do oceano, sugando a sua comida para a boca.